# Oxymycterus hispidus
Oxymycterus hispidus е вид бозайник от семейство Хомякови (Cricetidae).

## Разпространение
Видът е разпространен в Бразилия.